# Керуган (Марказі)
Керуган (перс. كروگان) — село в Ірані, у дегестані Джасб, у Центральному бахші, шахрестані Деліджан остану Марказі. За даними перепису 2006 року, його населення становило 182 особи, що проживали у складі 65 сімей.

## Клімат
Середня річна температура становить 9,86 °C, середня максимальна – 27,91 °C, а середня мінімальна – -10,29 °C. Середня річна кількість опадів – 184 мм.
| Клімат поселення                              | Клімат поселення | Клімат поселення | Клімат поселення | Клімат поселення | Клімат поселення | Клімат поселення | Клімат поселення | Клімат поселення | Клімат поселення | Клімат поселення | Клімат поселення | Клімат поселення | Клімат поселення |
| Показник                                      | Січ.             | Лют.             | Бер.             | Квіт.            | Трав.            | Черв.            | Лип.             | Серп.            | Вер.             | Жовт.            | Лист.            | Груд.            |                  |
| Середній максимум, °C                         | 4,94             | 6,00             | 9,62             | 15,83            | 21,18            | 26,45            | 27,91            | 27,36            | 23,35            | 17,31            | 11,08            | 5,96             |                  |
| Середня температура, °C                       | −2,66            | −1,62            | 2,00             | 8,21             | 13,56            | 18,84            | 22,42            | 21,87            | 17,86            | 11,82            | 5,60             | 0,47             |                  |
| Середній мінімум, °C                          | −10,29           | −9,26            | −5,63            | 0,58             | 5,95             | 11,21            | 16,92            | 16,38            | 12,38            | 6,32             | 0,11             | −5,03            |                  |
| Норма опадів, мм                              | 27               | 28               | 37               | 27               | 21               | 3                | 2                | 1                | 0                | 6                | 13               | 19               |                  |
| Середньомісячна швидкість вітру, м/с          | 1.64             | 2.18             | 2.70             | 2.70             | 2.47             | 2.06             | 1.91             | 1.89             | 1.80             | 1.82             | 1.65             | 1.58             |                  |
| Середньомісячна сонячна радіація, кДж/м²·день | 9581             | 12524            | 15449            | 18746            | 22425            | 26717            | 26010            | 24351            | 21414            | 16031            | 11548            | 9321             |                  |
| --------------------------------------------- | ---------------- | ---------------- | ---------------- | ---------------- | ---------------- | ---------------- | ---------------- | ---------------- | ---------------- | ---------------- | ---------------- | ---------------- | ---------------- |
| Джерело:                                      |                  |                  |                  |                  |                  |                  |                  |                  |                  |                  |                  |                  |                  |